# Криспин из Витербо
Криспин из Витербо (Криспин Витербийский, итал. Crispino da Viterbo; 13 ноября 1668, Витербо, Лацио — 19 мая 1750, Рим) — католический святой, монах-капуцин.

## Биография
Родился в городе Витербо в Папском государстве в семье сапожника. Настоящее имя — Пьетро Фьоретти.
В пятилетнем возрасте его мать отвела Пьетро в санктуарий Пресвятой Девы Марии неподалёку от Витербо, и посвятила сына Деве Марии, поместив его под Её особую защиту. В юном возрасте Пьетро был известен в городе своей набожностью и благочестием, благодаря чему получил прозвище «il Santorello» (маленький святой).
В возрасте 25 лет поступил в капуцинский монастырь, сначала как послушник, затем приняв монашеские обеты. Принял монашеское имя Криспин в честь Святого Криспина, покровителя сапожников, в память о профессии своей семьи.
Работал поваром в монастыре капуцинов в Витербо, затем трудился в нескольких других монастырях в окрестностях Рима. Завоевал репутацию подвижника своим аскетизмом, скромностью и благочестием. Его посещали и просили духовного совета епископы, кардиналы и даже сам папа римский, но Криспин мало обращал внимания на ранг посетителя, подчёркивая в беседах, что все люди — дети одного и того же Бога. Жития приписывают св. Криспину дар чудесных исцелений и пророчеств. Сам он с удовольствием называл себя «капуцинским ослом».
Несмотря на от природы слабое здоровье, аскетическую жизнь и тяжёлую работу Криспин дожил до 81 года, скончался 19 мая 1750 года в Риме. Его тело после смерти оказалось нетленным, похоронено под одним из боковых алтарей капуцинской церкви Санта-Мария-делла-Кончеционе в Риме.

## Прославление
В 1806 году папа Пий VII беатифицировал Криспина из Витербо, 20 июня 1982 года папа Иоанн Павел II канонизировал его. День памяти в Католической церкви — 19 мая.